# Claudia Piñeiro
Claudia Piñeiro (Burzaco, 10 aprile 1960) è una scrittrice e sceneggiatrice argentina.

## Biografia
Claudia Piñeiro nasce il 10 aprile 1960 a Burzaco, nella provincia di Buenos Aires.  Al momento di iscriversi all'università il suo desiderio era quello di studiare lettere o sociologia, ma in quegli anni la dittatura militare preclude alle donne la possibilità di seguire una carriera legate alle scienze umanistiche e così Claudia è costretta a cambiare percorso di studi. Si laurea nel 1983 alla Università di Buenos Aires come contabile pubblico nazionale, professione che eserciterà per 10 anni prima di dedicarsi alla scrittura.
In un'intervista pubblicata nel 2005 nella Revista Ñ del diario Clarín, racconta come iniziò la sua carriera di scrittrice. Nel 1991 lavorava in una società che aveva una filiale a San Paolo, ma trovava la mansione noiosa e insoddisfacente. Un giorno, leggendo un’inserzione in un giornale riguardante un concorso di scrittura, “La Sonrisa Vertical”, decise di parteciparvi e il suo romanzo El secreto de las rubias arrivò tra i primi 10 finalisti, ma non venne mai pubblicato.
Il primo romanzo della Piñeiro, Un ladrón entre nosotros, vede le stampe nel 2004. Nello stesso anno la scrittrice porta nei teatri anche la sua prima opera teatrale, Cuánto vale una heladera, con la quale vince il premio offerto dal Grupo Editorial Norma in Colombia.
Nel 2005 scrive Le vedove del giovedì (Las viudas de los jueves), con il quale vince il Premio Clarín. Quattro anni dopo l’uscita del romanzo, il regista Marcelo Piñeyro ne realizza la versione cinematografica.
Sempre nel 2005 pubblica il romanzo Tua (Tuya). Alejandro Doria inizia la pre-produzione del film basato su questo romanzo, ma la sua morte, avvenuta nel 2009, impedirà di portarlo a termine. Il film verrà poi realizzato nel 2015, con regia e sceneggiatura di Edgardo González Amer, Juanita Viale, Jorge Marrale e Andrea Pietra.
Nel 2006 Claudia Piñeiro pubblica un altro romanzo di grande successo, Elena Sabe, e tre anni dopo La crepa (Las grietas de Jara). Nel 2010 il produttore Vanessa Ragone annuncia che Julia Solomonoff dirigerà un film basato su questo romanzo
Nel 2011 esce Betibú, da cui sarà tratto un film nel 2014, diretto da Miguel Cohan e interpretato da Mercedes Morán, Daniel Fanego e Alberto Ammann.
Oltre a scrivere romanzi, la Piñeiro lavora come giornalista, drammaturga e sceneggiatrice televisiva. Tiene una rubrica intitolata Los jueves de Claudia Piñeiro nel Suplemento Literario Télam dell'agenzia di stampa omonima.
Le sue opere sono state tradotte in diverse lingue.

## Opere
La narrativa di Claudia Piñeiro appartiene prevalentemente al genere giallo. La scrittrice, in un'intervista nel luglio 2015 ha specificato che la suspense è il comune denominatore delle sue opere, e che il suo scopo principale è quello di prendere il lettore e di accompagnarlo per tutto il romanzo. Ha aggiunto che, secondo la sua visione, le sue opere sono un omaggio alla narrazione orale.
Alcuni elementi presenti in Elena Sabe hanno portato alcuni critici a considerare quest'opera un romanzo poliziesco antidetective/metafisico, e a collocarlo nel filone della letteratura postmoderna. La definizione "antidetective" si riferirebbe alla mancanza di un vero detective professionista: in questo romanzo infatti la protagonista, Elena, assume il ruolo di detective, ma risulterà incapace di realizzare le deduzioni corrette per risolvere il caso. Il termine "metafisico", invece, riguarderebbe il focus assunto dalla narrazione, spostata più nella formulazione di domande e risposte esistenziali, che nella soluzione di un crimine, fulcro intorno a cui ruota invece il tipico romanzo giallo. In Elena Sabe vengono affrontati temi astratti e metaforici, come il concetto d'identità e l'impossibilità di trovare soluzioni definitive nella ricerca della verrità.
I libri di Piñeiro esprimono spesso un intento di critica sociale. Un esempio è rappresentato dal romanzo Le vedove del giovedì, ambientato nella periferia di Buenos Aires durante la crisi del 2001, nel quale viene raccontata la vita di quattro donne argentine appartenenti alla classe medio-alta, e le ripercussioni che hanno avuto sulla loro quotidianità la recessione degli ultimi anni Novanta e la conseguente crisi. Il romanzo rappresenta un ritratto della borghesia argentina, che fa della ricchezza e dell'apparenza gli elementi focali della propria esistenza.
I personaggi femminili di Claudia Piñeiro, tra i quali si incontrano giovani madri, donne anziane e mogli dell'alta società, sono atipici. Le donne dei suoi romanzi trasgrediscono la tradizionale concezione della maternità e il loro ruolo all'interno della famiglia, e vengono rappresentate come paradossali e contraddittorie. Tua, ad esempio, è una sorta di satira della "perfetta donna di casa", rappresentata nel romanzo da una donna che non si rende conto che, nonostante le sue abilità di casalinga siano impeccabili, quelle di moglie e madre non lo sono altrettanto.

### Narrativa
- El secreto de las rubias, 1991
- Serafín, el escritor y la bruja, EDEBE, 2000, ISBN 978-84-236-8527-1
- Un ladrón entre nosotros, Bogotà, Editorial Norma, 2004, ISBN 958-04-8390-6
- Tuya, Alfaguara, 2005, ISBN 978-84-204-7474-8.
Tua, Milano, Feltrinelli, 2011, ISBN 978-88-07-88132-9
- Las viudas de los jueves, Alfaguara, 2005, ISBN 978-84-204-7171-6
Le vedove del giovedì, Milano, Feltrinelli, 2015, ISBN 978-88-07-88866-3
- Elena sabe, Alfaguara, 2006, ISBN 987-07-0124-8
- Las grietas de Jara, Alfaguara, 2009, ISBN 987-04-1296-3
La crepa, Milano, Feltrinelli, 2013, ISBN 978-88-07-88738-3
- El fantasma de las invasiones inglesas, Norma, 2010
- Betibú, Alfaguara, 2011
Betibù, Milano, Feltrinelli, 2012, ISBN 978-88-07-88002-5
- Un comunista en calzoncillos, Alfaguara, 2013, ISBN 978-84-204-1453-9
Un comunista in mutande, Milano, Feltrinelli, 2014, ISBN 978-88-07-03086-4
- Una suerte pequeña, Alfaguara, 2015, ISBN 978-84-204-0364-9
Piccoli colpi di fortuna, Milano, Feltrinelli, 2016, ISBN 978-88-07-88986-8
- Las maldiciones, Alfaguara, 2017, ISBN 978-987-738-333-1

### Teatro
- Cuánto vale una heladera, 2004; antología 2002-2004 del ciclo Teatro X la identidad, Ministerio Educación, Ciencia y Tecnología
- Un mismo árbol verde, 2006
- Verona, 2007; antología de Teatro de Humor de Zapala
- Morite, gordo, 2008
- Tres viejas plumas, 2009

## Riconoscimenti
- Finalista del Premio La Sonrisa Vertical 1991 (Tusquets Editores) con El secreto de las rubias.
- Premio Pléyade 1992 alla miglior nota giornalistica pubblicata quest'anno nelle riviste femminili
- Selezionata per il Concurso Editorial Edebé de Barcelona la sua opera d'infanzia Serafín, el escritor y la bruja
- Finalista del Premio Planeta Argentina 2003 con il romanzo Tuya
- Premio Latinoamericano de Literatura Infantil y Juvenil 2005 (convocato dal el Grupo Editorial Norma y la Fundación para el Fomento de la Lectura, Fundalectura, Colombia) per Un ladrón entre nosotros
- Premio Clarín de Novela 2005 per Las viudas de los jueves
- Menzione al Concurso Emilia de teatro de Humor de Hueney, Zapala
- Premio ACE 2007 alla migliore opera d'autore nazionale per Un mismo árbol verde
- Premio LiBeraturpreis 2010 per Elena sabe
- Premio Sor Juana Inés de la Cruz 2010 per Las grietas de Jara